# Ратигора
Ратигора (рос. Ратигора) — присілок у Лодєйнопольському районі Ленінградської області Російської Федерації.
Населення становить 31 особу. Належить до муніципального утворення Альоховщинське сільське поселення.

## Історія
Згідно із законом від 20 вересня 2004 року № 63-оз належить до муніципального утворення Альоховщинське сільське поселення.

## Населення
| 1879 | 1885 | 1905 | 1927 | 1961 | 1997 | 2007 |
| ---- | ---- | ---- | ---- | ---- | ---- | ---- |
| 351  | ↘148 | ↗234 | ↗266 | ↘55  | ↘40  | ↘28  |
| 2010 | 2014 | 2015 | 2016 |      |      |      |
| ↘22  | ↗29  | →29  | ↗31  |      |      |      |